# Julia (Julius Caesars dotter)
Julia, född mellan 82 och 76 f.Kr., död 54 f.Kr., var dotter till Julius Caesar och hans enda barn född inom äktenskap. Hon var gift med generalen Pompejus. Vid hennes tidiga död i barnsäng föll hennes man och fars allians sönder och det romerska inbördeskriget utbröt snart därefter.